# Nunataki Andreeva
Nunataki Andreeva är en nunatak i Antarktis. Den ligger i Östantarktis. Norge gör anspråk på området. Toppen på Nunataki Andreeva är 2 610 meter över havet.
Terrängen runt Nunataki Andreeva är huvudsakligen platt, men den allra närmaste omgivningen är kuperad. Nunataki Andreeva är den högsta punkten i trakten. Trakten är obefolkad. Det finns inga samhällen i närheten.